# Abbi Pulling
Abbi Pulling (Gosberton, 21 marzo 2003) è una pilota automobilistica britannica, campionessa di F1 Academy nel 2024 con il programma Alpine Academy.

## Carriera
Abbi Pulling all'età di otto anni ha iniziato a praticare il karting, dove ha vinto per due anni (nel 2017 e nel 2018) il campionato nazionale TKM junior Super 1.
Nel 2018 ha esordito in monoposto correndo per la Ginetta Junior, passando l'anno successivo alla serie Ginetta GT5. Nel 2020 ha preso parte al Campionato britannico di Formula 4, correndo anche due round della Formula Renault Eurocup con la FA Racing di Fernando Alonso.
Nel 2021 ha continuato a correre nella Formula 4 britannica e, durante il Gran Premio di Silverstone, ha esordito nella W Series. Nel resto della stagione ha preso parte anche ai round di Zandvoort e Austin. La giovane britannica ha ottenuto una pole position e un secondo posto nella seconda gara del COTA,  dietro la connazionale Jamie Chadwick.
L'anno seguente hanno preso parte all'intera stagione della W Series guidando per il team Racing X, ottenendo due podi e chiudendo quarta in classifica, dietro Chadwick, Beitske Visser e Alice Powell.
Nel 2023 è entrata nel programma Alpine Academy, con il quale ha preso parte alla prima edizione della F1 Academy correndo con il team Rodin Carlin. La giovane ragazza ha qui ottenuto sette podi,  senza mai riuscire a vincere, ottenendo inoltre la pole position nella corsa di Monza. Ha chiuso la stagione al quinto posto.
Per il 2024 rimane nella serie, sempre con il team Rodin e il supporto della Alpine. Per Pulling è la stagione della svolta: sul circuito cittadino di Jeddah ottiene la sua prima vittoria in monoposto e nel resto della stagione domina la serie, spuntandola su Doriane Pin, unica rivale a tenerle il passo. Chiude la stagione riuscendo a conquistare il podio in tutte le quattordici gare, conquistando anche nove vittorie e laureandosi campione della serie. Sempre nel 2024 ottiene anche la sua prima vittoria nel Formula 4 britannica, giunta a Brands Hatch.
Per la stagione 2025 passa al Campionato GB3 correndo sempre per il Rodin Motorsport.

## Risultati

### Riassunto della carriera
| Stagione | Serie                   | Team                 | Gare | Vittorie | Pole | G/v | Podi | Punti | Pos. |
| -------- | ----------------------- | -------------------- | ---- | -------- | ---- | --- | ---- | ----- | ---- |
| 2018     | Ginetta Junior          | Total Control Racing | 7    | 0        | 0    | 0   | 0    | 62    | 21º  |
| 2019     | Ginetta GT5             | Race Car Consultants | 18   | 0        | 0    | 0   | 0    | 0     | NC   |
| 2020     | Formula 4 britannica    | JHR Developments     | 26   | 0        | 0    | 0   | 4    | 191.5 | 6º   |
| 2020     | Formula Renault Eurocup | FA Racing            | 2    | 0        | 0    | 0   | 0    | 0     | NC   |
| 2021     | Formula 4 britannica    | JHR Developments     | 18   | 0        | 0    | 0   | 3    | 97    | 14º  |
| 2021     | W Series                | Puma W Series Team   | 4    | 0        | 1    | 0   | 1    | 40    | 7º   |
| 2022     | W Series                | Racing X             | 7    | 0        | 0    | 2   | 2    | 73    | 4º   |
| 2023     | F1 Academy              | Rodin Carlin         | 21   | 0        | 2    | 4   | 7    | 177   | 5º   |
| 2024     | F1 Academy              | Rodin Motorsport     | 14   | 9        | 10   | 6   | 14   | 338   | 1º   |
| 2024     | Formula 4 britannica    | Rodin Motorsport     | 23   | 1        | 0    | 1   | 3    | 130   | 7º   |
| 2025     | Campionato GB3          | Rodin Motorsport     |      |          |      |     |      |       |      |

### F1 Academy
(legenda) (Le gare in grassetto indicano la pole position) (Le gare in corsivo indicano Gpv)
| Anno | Team             | 1   | 2   | 3   | 4   | 5   | 6   | 7   | 8   | 9   | 10  | 11  | 12  | 13  | 14  | 15  | 16  | 17  | 18  | 19  | 20  | 21  | Punti | Pos. |
| ---- | ---------------- | --- | --- | --- | --- | --- | --- | --- | --- | --- | --- | --- | --- | --- | --- | --- | --- | --- | --- | --- | --- | --- | ----- | ---- |
| 2023 | Rodin Carlin     | RBR | RBR | RBR | CRT | CRT | CRT | CAT | CAT | CAT | ZAN | ZAN | ZAN | MNZ | MNZ | MNZ | LEC | LEC | LEC | COA | COA | COA | 177   | 5º   |
| 2023 | Rodin Carlin     | 4   | 8   | 4   | 11  | 12  | 3   | 2   | 3   | 4   | 7   | 10  | Rit | 4   | 3   | 2   | 2   | 7   | Rit | 2   | 4   | 6   | 177   | 5º   |
| 2024 | Rodin Motorsport | JED | JED | MIA | MIA | CAT | CAT | ZAN | ZAN | SIN | SIN | LUS | LUS | YAS | YAS | YAS |     |     |     |     |     |     | 295   | 1º   |
| 2024 | Rodin Motorsport | 2   | 1   | 1   | 1   | 1   | 2   | 1   | 3   | 1   | 1   | 2   | C   | 1   | 1   | 2   |     |     |     |     |     |     | 295   | 1º   |